# Krasznij Csikoj-i járás
A Krasznij Csikoj-i járás (oroszul Красночикойский район) járás Oroszország Bajkálontúli határterületén. Székhelye Krasznij Csikoj.
A járást 1926-ban hozták létre.

## Népessége
- 2002-ben 21 576 lakosa volt.
- 2010-ben 19 453 lakosa volt.